# Гранитоиды острова Микков
Гранито́иды о́строва Ми́кков — государственный геологический памятник природы регионального значения на территории Кандалакшского района Мурманской области. Имеет научное и просветительское значения.

## География
Расположен в северо-восточной части острова Микков в Кандалакшском заливе Белого моря на входе в губу Ковда в 5,5 километрах к востоку от села Ковда, в 7 километрах к юго-востоку от посёлка Лесозаводский и в 55 километрах к юго-востоку от Кандалакши. Адрес памятника — Мурманская область, Кандалакшский район, Ковдозерское лесничество, Зеленоборское участковое лесничество, квартал 242. Занимает территорию площадью 10 гектаров.

## Описание
Представляет собой естественное обнажение гранитоидов на площади около 200x500 метров. Возраст залегающих на месте своего образования гранитоидов равняется 2,3-2,4 млрд лет. Образованы они при температурах до 600 °C и давление до 6000 бар в результате переплавления находившихся здесь более древних горных пород — гнейсов и амфиболитов, остатки которых в виде ксенолитов разбросаны среди гранитов обломками и валунами. Особый интерес памятник природы представляет для интересующихся глубинным гранитообразованием геологов.

## Прочие данные
Среднемесячная температура в районе памятника составляет 12,5 °C для самого тёплого месяца, и −12,4 °C для самого холодного. Годовое количество осадков — 398 мм.
Статус памятника природы получен 24 декабря 1980 года решением № 537 исполкома Мурманского областного Совета народных депутатов. Ответственные за контроль и охрану памятника — Дирекция государственных особо охраняемых природных территорий регионального значения Мурманской области и Комитет природопользования и Экологии Мурманской области. Режим охранной зоны отсутствует.

## Карты местности
- Лист карты Q-36-IX,X Кандалакша. Масштаб: 1 : 200 000. Указать дату выпуска/состояния местности.